# Heinäsaari (ö i Norra Savolax, Varkaus, lat 62,61, long 28,18)
Heinäsaari är en ö i Finland. Den ligger i sjön Suvasvesi och i kommunen Leppävirta i den ekonomiska regionen  Varkaus ekonomiska region  och landskapet Norra Savolax, i den centrala delen av landet, 300 km nordost om huvudstaden Helsingfors. Öns area är 6,2 hektar och dess största längd är 410 meter i nord-sydlig riktning.